# ストロング小林佑樹
ストロング小林佑樹 （ストロングこばやし ゆうき、本名:小林 佑樹（こばやし ゆうき）、1991年8月8日 - ）は、日本の元プロボクサー。大阪府八尾市出身。元WBOアジアパシフィックバンタム級王者。六島ボクシングジム所属。かつては八尾ボクシングジムに所属していた。

## 来歴
本名小林佑樹のリングネームでの2011年4月29日のプロデビュー戦はTKO勝利だったが、2012年6月30日の試合でプロ初黒星。
六島ボクシングジム移籍後、リングネームを「ストロング小林佑樹 」に変更。
2015年12月31日に大阪府立体育会館でOPBF東洋太平洋バンタム級王者の山本隆寛と対戦し、2回1分6秒TKO負けで王座獲得に失敗
その後2016年11月6日、韓国・ソウルでIBFアジアスーパーバンタム級王者の金藝俊に挑戦するも、12回0-3（112-117、112-116、110-119）判定負けで王座獲得に失敗。
さらに2018年12月24日に住吉区民センターでOPBF東洋太平洋バンタム級3位の栗原慶太とOPBF東洋太平洋バンタム級王座決定戦を行い、12回0-3（111-113x3）判定負けで王座獲得に失敗。
そして2019年5月26日に大阪市大第二体育館でWBOアジアパシフィックバンタム級王者ベン・マナンクィルと対戦し、10回2分52秒TKO勝ちでアジア王座獲得に成功。なおこの勝利でジム会長から報奨金の100万円を受け取った。
2019年12月22日、住吉区民センターでWBOアジアパシフィックバンタム級10位の高基昌を相手に防衛戦を行い、12回3-0（119-107、120-106、118-108）で判定勝ちを収め、初防衛に成功した。
2020年12月31日、大田区総合体育館で元WBC世界フライ級王者で、WBA世界バンタム級10位・WBC世界同級15位の比嘉大吾を相手に防衛戦を行うも、5回45秒KO負けを喫し、王座から陥落した。
2021年1月、現役を引退した。

## 獲得タイトル
- WBOアジアパシフィックバンタム級王座（防衛1）

## 戦績
- プロボクシング - 25戦16勝（9KO）9敗

| 戦           | 日付           | 勝敗 | 時間     | 内容    | 対戦相手                   | 国籍       | 備考                                          |
| ------------ | -------------- | ---- | -------- | ------- | -------------------------- | ---------- | --------------------------------------------- |
| 1            | 2011年4月29日  | ☆    | 3R 1:32  | KO      | 橋本和樹（泉北）           | 日本       | プロデビュー戦                                |
| 2            | 2011年7月17日  | ☆    | 3R 2:09  | TKO     | 入江弘樹（京拳）           | 日本       |                                               |
| 3            | 2011年12月4日  | ☆    | 4R 1:37  | TKO     | 金眩秀（風間）             | 日本       |                                               |
| 4            | 2012年3月4日   | ☆    | 4R       | 判定3-0 | 寺田亮（大鵬）             | 日本       | 2012年度西日本スーパーバンタム級新人王予選    |
| 5            | 2012年6月30日  | ★    | 4R       | 判定0-3 | 新井勇一（金沢）           | 日本       | 2012年度西日本スーパーバンタム級新人王準決勝  |
| 6            | 2012年9月23日  | ☆    | 6R       | 判定3-0 | 大島正規（堺東）           | 日本       |                                               |
| 7            | 2012年12月4日  | ☆    | 2R 2:11  | TKO     | 大島正規（堺東）           | 日本       |                                               |
| 8            | 2013年4月12日  | ★    | 4R 2:30  | KO      | 大村起論（ハラダ）         | 日本       |                                               |
| 9            | 2013年9月16日  | ★    | 8R       | 判定1-2 | 小澤サトシ（真正）         | 日本       |                                               |
| 10           | 2014年3月30日  | ☆    | 8R       | 判定3-0 | 見高文太（大阪帝拳）       | 日本       | ジム移籍初戦                                  |
| 11           | 2014年8月3日   | ☆    | 8R       | 判定3-0 | 丸橋健吾（鈴鹿ニイミ）     | 日本       |                                               |
| 12           | 2014年12月28日 | ★    | 8R       | 判定1-2 | 丹羽賢史（グリーンツダ）   | 日本       |                                               |
| 13           | 2015年4月5日   | ☆    | 5R 1:29  | TKO     | 松岡輝（大成）             | 日本       |                                               |
| 14           | 2015年12月31日 | ★    | 2R 1:06  | TKO     | 山本隆寛（井岡）           | 日本       | OPBF東洋太平洋バンタム級タイトルマッチ        |
| 15           | 2016年7月31日  | ☆    | 8R       | 判定3-0 | 神之浦博（真正）           | 日本       |                                               |
| 16           | 2016年11月6日  | ★    | 12R      | 判定0-3 | 金藝俊                     | 韓国       | IBFアジアスーパーバンタム級タイトルマッチ     |
| 17           | 2017年3月11日  | ★    | 1R 0:29  | KO      | レイ・メグリノ             | フィリピン |                                               |
| 18           | 2017年8月13日  | ☆    | 2R 1:52  | KO      | 小澤サトシ（真正）         | 日本       |                                               |
| 19           | 2017年12月9日  | ☆    | 8R       | 判定3-0 | 大里登（大鵬）             | 日本       |                                               |
| 20           | 2018年4月1日   | ☆    | 5R 2:23  | TKO     | 杉森太一（真正）           | 日本       |                                               |
| 21           | 2018年7月15日  | ☆    | 4R 1:30  | TKO     | ビンセント・アストロラビオ | フィリピン |                                               |
| 22           | 2018年12月24日 | ★    | 12R      | 判定0-3 | 栗原慶太（一力）           | 日本       | OPBF東洋太平洋バンタム級王座決定戦            |
| 23           | 2019年5月26日  | ☆    | 10R 1:52 | TKO     | ベン・マナンクィル         | フィリピン | WBOアジアパシフィックバンタム級タイトルマッチ |
| 24           | 2019年12月22日 | ☆    | 12R      | 判定3-0 | 高基昌                     | 韓国       | WBOアジアパシフィック王座防衛1                |
| 25           | 2020年12月31日 | ★    | 5R 0:45  | KO      | 比嘉大吾（Ambition）       | 日本       | WBOアジアパシフィック王座陥落                 |
| テンプレート |                |      |          |         |                            |            |                                               |